# Egidius Smeyers
Egidius Joseph Smeyers (Mechelen, 6 augustus 1694 - aldaar, 11 april 1771) was een Zuid-Nederlands schilder.

## Levensloop
Hij was woonachtig in Mechelen, maar verbleef van 1715 tot 1718 bij Jan Frans van Douven te Düsseldorf, ook was hij in Rome. Hij maakte veelal gebruik van olieverf.

## Bekende werken
- Het mysterie van Bolsena in het M Leuven.[3]
- De bisschopswijding van de heilige Willibrordus in het M Leuven.[4]
- De wijding van de heilige Rombout in het M Leuven.[5]
- Prediking van de heilige Rombout in het M Leuven.[6]
- Portret van aartsbisschop Thomas Philippus d'Alsace et de Boussu in het M Leuven.[7]
- Portret van Felix Franciscus van Kiel in het Bonnefantenmuseum te Maastricht. (in bruikleen van het Limburgs Geschied- en Oudheidkundig Genootschap, Maastricht)[8]
- Portret van Paulus Hoynck van Papendrecht in het Museum Ons' Lieve Heer op Solder te Amsterdam.[9]

- Biografisch Portaal: 47719010
- Gemeinsame Normdatei: 117430188
- International Standard Name Identifier: 0000 0001 1632 4526
- RKD-Nederlands Instituut voor Kunstgeschiedenis: 73256
- Union List of Artist Names: 500028474
- Virtual International Authority File: 95857533
- WorldCat: E39PBJqKc4q78KcQtHkHVt4Dv3